# عمر کائتانو
عمر کائتانو (اسپانیایی: Omar Caetano‎; ۸ نوامبر ۱۹۳۸ – ۲ ژوئیهٔ ۲۰۰۸) بازیکن فوتبال اهل اروگوئه بود.
از باشگاه‌هایی که در آن بازی کرده‌است می‌توان به باشگاه فوتبال پنیارول اشاره کرد.
وی همچنین در تیم ملی فوتبال اروگوئه بازی کرده‌است.